# Alstom Citadis Dualis
Alstom Citadis Dualis — залізничний рухомий склад типу трамвай-поїзд, побудований компанією Alstom, є продовженням лінійки Alstom Citadis і замовлений Société nationale des chemins de fer français (SNCF). 
Використовуються з 15 червня 2011 року, TER Пеї-де-ла-Луар, на лінії Нант — Кліссон.

## Технічні характеристики
Citadis Dualis — рухомий склад, що має дво- або три- вагонне компонування та має характеристики  :
- довжина:  42м або  52м  ;
- ширина: 2,40 м (версія 42 м і 52 м) або 2,65 м (версія 42 м);
- висота: 3,50 м ;
- навантаження на вісь: 11,5  т  ;
- пасажиромісткість;
  - заміська конфігурація: 220 місць, у тому числі 95 сидячих (варіант довжиною 42 м, шириною 2,65 м);
  - приміська конфігурація: 240 місць, у тому числі 80 сидячих (варіант довжиною 52 м, шириною 2,65 м);
- мають низьку підлогу на висоті 38 см і місця для людей з обмеженими можливостями пересування  ;
- максимальна швидкість: 100 км/год. Здатний до сильних прискорень і може долати підйом 65 мм/м (тобто нахил 6,5%);
- відеоспостереження та інформування у реальному часі;
- поїзди, обладнані для розміщення Wi-Fi мультимедіа  ;
- санітарне обладнання (лише U 53500 Nantes. Санітарні засоби відсутні для поїздів Ліона та Іль-де-Франса).

Як і його міський аналог, Alstom Citadis, є модульним, щоб адаптуватися до особливостей кожного регіону та кожної служби: довжина, ширина, джерело живлення (750 В постійного струму для міських мереж і, опціонально, 1500 В постійного струму або 25 кВ, 50 Гц однофазний або дворежимний).
Машини, замовлені в регіоні Рона-Альпи, є двострумовими 750/1500 В постійного струму, а в регіоні Пеї-де-ла-Луар — двосистемні 750 В / 25 кВ - 50 Гц 
.

## Парк
Парк на 27 квітня 2022:
| Лінія                                                                                  | Власник        | Серія   | Кількість | Примітки                              |
| -------------------------------------------------------------------------------------- | -------------- | ------- | --------- | ------------------------------------- |
| Лінія Т4 (Паризький трамвай)                                                           | Іль-де-Франс   | U 53700 | 15        |                                       |
| Лінія Т11 (Паризький трамвай) лінія P (Трансильєн) відгалуження Еблі — Кресі-ла-Шапель | Іль-де-Франс   | U 53600 | 15        | Рухомий склад спільний для обох ліній |
| Лінія Т12 (Паризький трамвай)                                                          | Іль-де-Франс   | U 52600 | 12        |                                       |
| Лінія T13 (Паризький трамвай)                                                          | Іль-де-Франс   | U 53800 | 11        |                                       |
| Трамвай-поїзд Нант — Кліссон                                                           | Пеї-де-ла-Луар | U 53500 | 24        |                                       |
| Ліонський трамвай-поїзд                                                                | Рона-Альпи     | U 52500 | 24        |                                       |